# میدان گازی ساری کامیش
میدان گازی ساری کامیش نام میدان گازی است که در ولایت سغد واقع شده است. این میدان گازی در سال ۲۰۱۰ کشف شد و توسط شرکت گازپروم گسترش یافت. در سال ۲۰۱۲ کار استخراج گاز طبیعی و میعانات گازی در این میدان گازی شروع شد.).